# Alia Guagni
Alia Guagni (Firenze, 1º ottobre 1987) è un'ex calciatrice italiana, di ruolo difensore.

## Biografia
Nel maggio del 2025, in occasione dell'annuncio del proprio ritiro dal calcio giocato, Guagni ha dichiarato di aver intrapreso una procedura di congelamento degli ovociti all'inizio del 2024.

## Carriera

### Club
È cresciuta calcisticamente nelle giovanili del Firenze, società che l'ha inserita nella formazione che disputava il Campionato Primavera dai primi anni duemila. Le prestazioni offerte nelle giovanili convinsero la società a inserirla in rosa con la squadra titolare.
Guagni ha fatto il suo debutto in Serie B nel corso della stagione 2002-2003, venendo impiegata per tutto il campionato tranne in una sola occasione, realizzando 15 reti su 21 presenze e contribuendo a raggiungere la seconda posizione del girone C, dietro il Grifo Perugia, e la promozione in Serie A2. Dopo tre campionati in cadetteria, al termine della stagione 2005-2006 ha conquistato con il Firenze la promozione in Serie A. Ha giocato con la maglia viola nel massimo livello del campionato italiano femminile di calcio per le due successive stagioni, al termine delle quali c'è stata la retrocessione in Serie A2. Ha quindi giocato altre due stagioni in Serie A2, riconquistando la promozione in Serie A e rimanendo con il Firenze fino al termine della stagione 2014-2015.

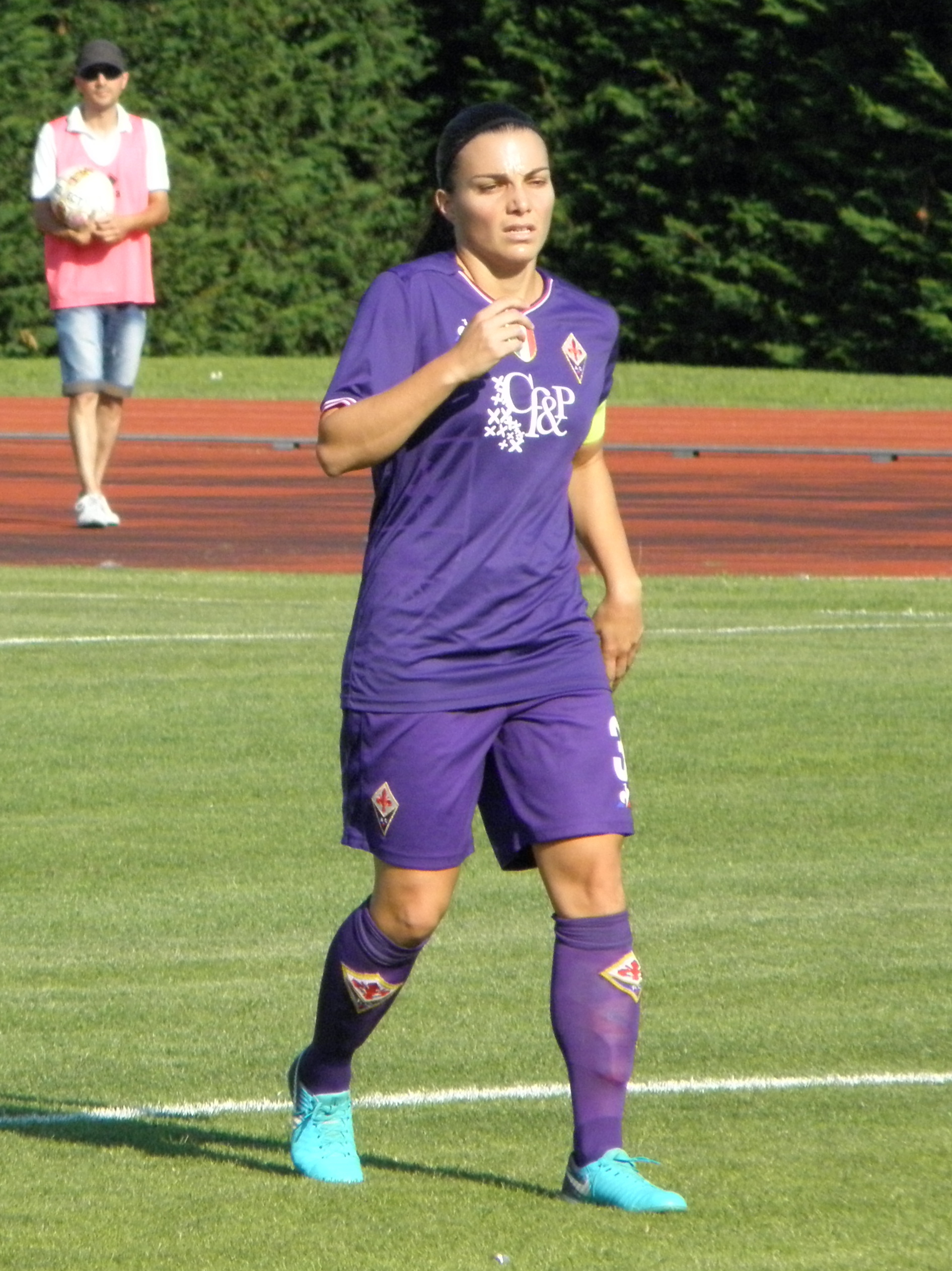
Guagni in azione alla nel 2018

Guagni ha vestito ininterrottamente la maglia del Firenze fino al 2015, con le sole eccezioni estive dal 2013 in poi in prestito al Seattle P.H.A., dell'OSA Group, dove sotto la guida tecnica di Antonio Cincotta contribuisce a conquistare il titolo dello stato di Washington e la coppa nazionale (Evergreen Cup)
Nell'estate del 2013 ha giocato in prestito tra le file del Pali Blues, con cui ha disputato otto partite in Women's Premier Soccer League (WPSL), inclusa la finale vinta dal Pali Blues. Nelle due estati successive ha giocato per il Tacoma 253 nella WPSL.
Nell'estate 2015, a seguito della fondazione della Fiorentina Women's come sezione femminile affiliata all'omonimo club maschile e da accordi con il Firenze, viene inserita in rosa nella nuova squadra che ha partecipato alla stagione di Serie A 2015-2016.
A novembre del 2017 a Scandicci le è stato assegnato il riconoscimento "Notte del Pallone rosa - Premio Maria Nisticò" 7ª Edizione.
Nella prima stagione della nuova società la squadra si rivela una delle più competitive, militando stabilmente ai vertici della classifica; Guagni contribuisce a terminare il campionato al terzo posto mentre in Coppa Italia la Fiorentina viene eliminata dal San Zaccaria ai sedicesimi di finale. La stagione successiva è quella più significativa della sua carriera, festeggiando con le compagne il primo posto in Serie A, con la conquista del primo Scudetto femminile per la società, conservato in tutto l'arco del campionato, frutto di 21 vittorie e una sola sconfitta, e della Coppa Italia, battendo in finale per 1-0 le detentrici del trofeo del Brescia e dove è autrice al 5' dell'unica rete dell'incontro. Grazie a questo risultato ha inoltre l'occasione di debuttare in un torneo internazionale per club, la UEFA Women's Champions League, giocando tutti i quattro incontri che disputa la sua squadra della stagione 2017-2018 fino agli ottavi di finale, quando la Fiorentina viene eliminata dalle tedesche del Wolfsburg.
A luglio 2020 ha lasciato Firenze, dove aveva giocato per tutta la carriera (18 anni più gli anni nelle giovanili), prima nel Firenze e poi nella Fiorentina, e si è trasferita in Spagna, accordandosi per tre stagioni con l'Atlético Madrid.
Il 3 gennaio 2022, dopo una stagione e mezza all'Atletico Madrid, è stato ufficializzato il suo passaggio al Milan, in Serie A.
Il 12 agosto 2024, Guagni viene ingaggiata a parametro zero dal Como, sempre in Serie A. Alla guida del mister Stefano Sottili, nel corso della stagione matura 23 presenze in campionato, risultando fra le giocatrici in rosa più impiegate, e contribuendo al 7º posto e alla salvezza finali della squadra comasca. Il 6 maggio 2025, annuncia il proprio addio al calcio giocato, all'età di 37 anni; quindi, l'11 maggio seguente, disputa la sua ultima partita, scendendo in campo da titolare nell'ultima partita di campionato contro il Napoli, vinta per 3-1.

### Nazionale

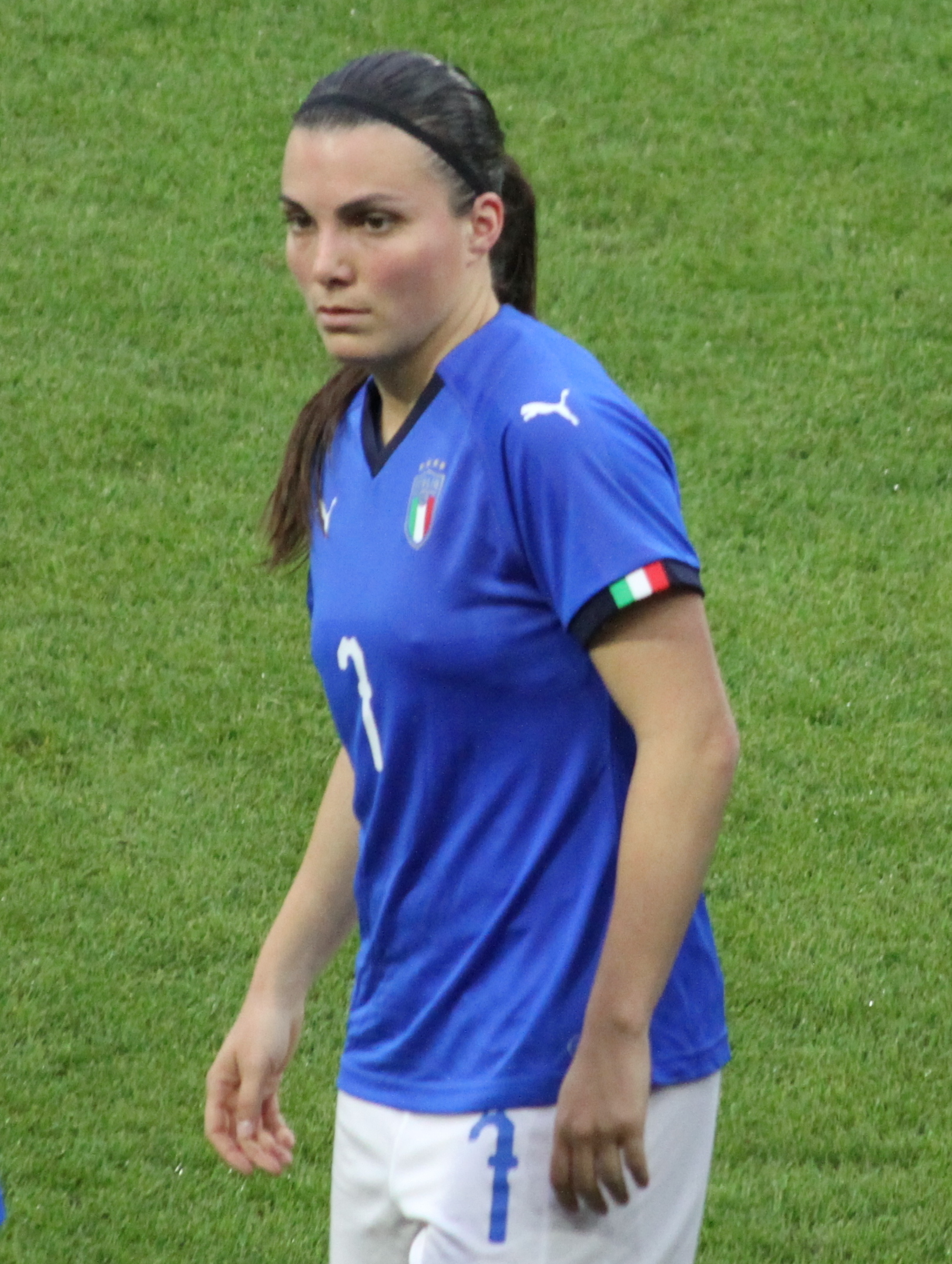
Guagni nella gara tra Italia e valevole per le qualificazioni al Mondiale 2019

Ha fatto parte della Nazionale italiana under 19, con cui ha partecipato ai campionati mondiali 2004 di categoria. È stata convocata più volte nella nazionale maggiore, con cui ha partecipato al campionato europeo 2009. È stata convocata regolarmente dal commissario tecnico Antonio Cabrini nel biennio 2015-2016 sia per partite amichevoli sia per la fase di qualificazione al campionato europeo 2017. Nel novembre 2016 viene inserita da nella lista delle giocatrici convocate per il "Torneo Internazionale Manaus 2016", in programma dal 7 al 18 dicembre 2016.
Con l'avvicendamento della guida tecnica della nazionale affidata a Milena Bertolini, Guagni continua a riscuotere la fiducia del nuovo CT venendo impiegata durante le qualificazioni al Mondiale di Francia 2019 e disputando da titolare tutte e 5 le gare delle Azzurre nel torneo.

## Dopo il ritiro
Durante la sua ultima stagione da calciatrice, Guagni ha avviato insieme al Como il progetto Beyond, pensato per offrire alle giocatrici tesserate per il club strumenti e attività di orientamento per pianificare nuovi lavori dopo il ritiro dall'attività agonistica.

## Statistiche
Statistiche aggiornate all'11 maggio 2025.

### Presenze e reti nei club
| Stagione               | Squadra                | Campionato             | Campionato | Campionato | Coppe nazionali | Coppe nazionali | Coppe nazionali | Coppe continentali | Coppe continentali | Coppe continentali | Altre coppe | Altre coppe | Altre coppe | Totale | Totale |
| Stagione               | Squadra                | Comp                   | Pres       | Reti       | Comp            | Pres            | Reti            | Comp               | Pres               | Reti               | Comp        | Pres        | Reti        | Pres   | Reti   |
| ---------------------- | ---------------------- | ---------------------- | ---------- | ---------- | --------------- | --------------- | --------------- | ------------------ | ------------------ | ------------------ | ----------- | ----------- | ----------- | ------ | ------ |
| 2002-2003              | Firenze                | B                      | 21         | 15         | CI              | 3               | 1               |                    | -                  | -                  |             | -           | -           | 24     | 16     |
| 2003-2004              | Firenze                | A2                     | 19         | 8          | CI              | 1               | 0               |                    | -                  | -                  |             | -           | -           | 20     | 8      |
| 2004-2005              | Firenze                | A2                     | ?          | ?          | CI              | ?               | ?               |                    | -                  | -                  |             | -           | -           | ?      | ?      |
| 2005-2006              | Firenze                | A2                     | 22         | 3          | CI              | 4               | 2               |                    | -                  | -                  |             | -           | -           | 26     | 5      |
| 2006-2007              | Firenze                | A                      | 22         | 4          | CI              | ?               | ?               |                    | -                  | -                  |             | -           | -           | 22     | 4      |
| 2007-2008              | Firenze                | A                      | 20         | 6          | CI              | ?               | ?               |                    | -                  | -                  |             | -           | -           | 20     | 6      |
| 2008-2009              | Firenze                | A2                     | 20         | 27         | CI              | ?               | ?               |                    | -                  | -                  |             | -           | -           | 20     | 27     |
| 2009-2010              | Firenze                | A2                     | 18         | 16         | CI              | ?               | ?               |                    | -                  | -                  |             | -           | -           | 18     | 16     |
| 2010-2011              | Firenze                | A                      | 26         | 8          | CI              | 4               | 7               |                    | -                  | -                  |             | -           | -           | 30     | 15     |
| 2011-2012              | Firenze                | A                      | 23         | 12         | CI              | 4               | 6               |                    | -                  | -                  |             | -           | -           | 27     | 18     |
| 2012-2013              | Firenze                | A                      | 27         | 18         | CI              | 1               | 0               |                    | -                  | -                  |             | -           | -           | 28     | 17     |
| giu.-ago.2013          | Pali Blues             | WPSL                   | 8          | 4          | -               | -               | -               |                    | -                  | -                  |             | -           | -           | 8      | 4      |
| 2013-2014              | Firenze                | A                      | 13         | 3          | CI              | ?               | ?               |                    | -                  | -                  |             | -           | -           | 13     | 3      |
| giu.-ago.2014          | FC Tacoma 253          | WPSL                   | ?          | ?          | -               | -               | -               |                    | -                  | -                  |             | -           | -           | ?      | ?      |
| 2014-2015              | Firenze                | A                      | 26         | 6          | CI              | ?               | ?               |                    | -                  | -                  |             | -           | -           | 26     | 6      |
| giu.-ago.2015          | FC Tacoma 253          | WPSL                   | ?          | ?          | -               | -               | -               |                    | -                  | -                  |             | -           | -           | ?      | ?      |
| Totale Firenze         | Totale Firenze         | Totale Firenze         | 257        | 130        |                 | 17              | 16              |                    | -                  | -                  |             | -           | -           | 282    | 145    |
| 2015-2016              | Fiorentina             | A                      | 22         | 5          | CI              | 2               | 0               |                    | -                  | -                  |             | -           | -           | 24     | 5      |
| 2016-2017              | Fiorentina             | A                      | 19         | 3          | CI              | 4               | 1               |                    | -                  | -                  |             | -           | -           | 23     | 4      |
| 2017-2018              | Fiorentina             | A                      | 18         | 2          | CI              | 4               | 3               | UWCL               | 4                  | 0                  | SI          | 1           | 0           | 27     | 5      |
| 2018-2019              | Fiorentina             | A                      | 19         | 10         | CI              | 6               | 0               | UWCL               | 4                  | 0                  | SI          | 1           | 0           | 30     | 10     |
| 2019-2020              | Fiorentina             | A                      | 11         | 2          | CI              | 1               | 1               | UWCL               | 1                  | 0                  | SI          | 1           | 0           | 14     | 3      |
| Totale Fiorentina      | Totale Fiorentina      | Totale Fiorentina      | 89         | 22         |                 | 17              | 5               |                    | 9                  | 0                  |             | 3           | 0           | 118    | 27     |
| 2020-2021              | Atlético Madrid        | PD                     | 12         | 0          | CR              | 0               | 0               | UWCL               | 2                  | 0                  | SS          | 2           | 0           | 16     | 0      |
| lug.-dic. 2021         | Atlético Madrid        | PD                     | 4          | 0          | CR              | -               | -               | -                  | -                  | -                  | -           | -           | -           | 4      | 0      |
| Totale Atletico Madrid | Totale Atletico Madrid | Totale Atletico Madrid | 16         | 0          |                 | 0               | 0               |                    | 2                  | 0                  |             | 2           | 0           | 20     | 0      |
| gen.-giu. 2022         | Milan                  | A                      | 10         | 1          | CI              | 3               | 1               | -                  | -                  | -                  | SC          | 2           | 0           | 15     | 2      |
| 2022-2023              | Milan                  | A                      | 9          | 0          | CI              | 4               | 0               | -                  | -                  | -                  | -           | -           | -           | 13     | 0      |
| 2023-2024              | Milan                  | A                      | 22         | 0          | CI              | 1               | 0               | -                  | -                  | -                  | -           | -           | -           | 23     | 0      |
| Totale Milan           | Totale Milan           | Totale Milan           | 41         | 1          |                 | 8               | 1               |                    | -                  | -                  |             | 2           | 0           | 51     | 2      |
| 2024-2025              | Como                   | A                      | 20         | 0          | CI              | 0               | 0               |                    | -                  | -                  |             | -           | -           | 20     | 0      |
| Totale                 | Totale                 | Totale                 | 423        | 153        |                 | 42              | 22              |                    | 11                 | 0                  |             | 7           | 0           | 483    | 173    |

### Cronologia presenze e reti in nazionale
| Cronologia completa delle presenze e delle reti in nazionale ― Italia | Cronologia completa delle presenze e delle reti in nazionale ― Italia | Cronologia completa delle presenze e delle reti in nazionale ― Italia | Cronologia completa delle presenze e delle reti in nazionale ― Italia | Cronologia completa delle presenze e delle reti in nazionale ― Italia | Cronologia completa delle presenze e delle reti in nazionale ― Italia | Cronologia completa delle presenze e delle reti in nazionale ― Italia | Cronologia completa delle presenze e delle reti in nazionale ― Italia |
| Data                                                                  | Città                                                                 | In casa                                                               | Risultato                                                             | Ospiti                                                                | Competizione                                                          | Reti                                                                  | Note                                                                  |
| --------------------------------------------------------------------- | --------------------------------------------------------------------- | --------------------------------------------------------------------- | --------------------------------------------------------------------- | --------------------------------------------------------------------- | --------------------------------------------------------------------- | --------------------------------------------------------------------- | --------------------------------------------------------------------- |
| 21-2-2007                                                             | Almere                                                                | Paesi Bassi                                                           | 2 – 0                                                                 | Italia                                                                | Amichevole                                                            | -                                                                     |                                                                       |
| 9-3-2007                                                              | Lagos                                                                 | Portogallo                                                            | 0 – 1                                                                 | Italia                                                                | Algarve Cup 2007 - 1º turno                                           | -                                                                     |                                                                       |
| 1-7-2007                                                              | Qinhuangdao                                                           | Messico                                                               | 2 – 2                                                                 | Italia                                                                | Amichevole                                                            | -                                                                     |                                                                       |
| 4-7-2007                                                              | Shenyang                                                              | Italia                                                                | 5 – 0                                                                 | Thailandia                                                            | Amichevole                                                            | -                                                                     |                                                                       |
| 7-7-2007                                                              | Qinhuangdao                                                           | Cina                                                                  | 3 – 1                                                                 | Italia                                                                | Amichevole                                                            | -                                                                     |                                                                       |
| 10-7-2007                                                             | Shenyang                                                              | Italia                                                                | 2 – 1                                                                 | Thailandia                                                            | Amichevole                                                            | -                                                                     |                                                                       |
| 15-6-2008                                                             | Suwon                                                                 | Brasile                                                               | 2 – 1                                                                 | Italia                                                                | Amichevole                                                            | -                                                                     |                                                                       |
| 19-6-2008                                                             | Suwon                                                                 | Stati Uniti                                                           | 2 – 0                                                                 | Italia                                                                | Amichevole                                                            | -                                                                     |                                                                       |
| 8-4-2009                                                              | Kilmarnock                                                            | Scozia                                                                | 1 – 4                                                                 | Italia                                                                | Amichevole                                                            | -                                                                     |                                                                       |
| 25-8-2009                                                             | Lahti                                                                 | Inghilterra                                                           | 1 – 2                                                                 | Italia                                                                | Euro 2009 - 1º turno                                                  | -                                                                     |                                                                       |
| 31-8-2009                                                             | Helsinki                                                              | Russia                                                                | 0 – 2                                                                 | Italia                                                                | Euro 2009 - 1º turno                                                  | -                                                                     |                                                                       |
| 24-2-2010                                                             | Nicosia                                                               | Nuova Zelanda                                                         | 1 – 0                                                                 | Italia                                                                | Cyprus Cup 2010 - 1º turno                                            | -                                                                     |                                                                       |
| 19-5-2010                                                             | Stettino                                                              | Polonia                                                               | 1 – 5                                                                 | Italia                                                                | Amichevole                                                            | -                                                                     |                                                                       |
| 15-9-2010                                                             | Gubbio                                                                | Italia                                                                | 2 – 3                                                                 | Francia                                                               | Qual. Mondiali 2011                                                   | -                                                                     |                                                                       |
| 27-11-2010                                                            | Bridgeview                                                            | Stati Uniti                                                           | 1 – 0                                                                 | Italia                                                                | Qual. Mondiali 2011 - Spareggio UEFA-CONCACAF                         | -                                                                     |                                                                       |
| 2-3-2011                                                              | Larnaca                                                               | Inghilterra                                                           | 2 – 0                                                                 | Italia                                                                | Cyprus Cup 2011 - 1º turno                                            | -                                                                     |                                                                       |
| 4-3-2011                                                              | Nicosia                                                               | Italia                                                                | 0 – 1                                                                 | Canada                                                                | Cyprus Cup 2011 - 1º turno                                            | -                                                                     |                                                                       |
| 9-3-2011                                                              | Larnaca                                                               | Russia                                                                | 0 – 2                                                                 | Italia                                                                | Cyprus Cup 2011 - finale 9º posto                                     | -                                                                     |                                                                       |
| 3-6-2011                                                              | Osnabrück                                                             | Germania                                                              | 5 – 0                                                                 | Italia                                                                | Amichevole                                                            | -                                                                     |                                                                       |
| 17-9-2011                                                             | Sarajevo                                                              | Bosnia ed Erzegovina                                                  | 0 – 1                                                                 | Italia                                                                | Qual. Euro 2013                                                       | -                                                                     |                                                                       |
| 28-2-2012                                                             | Larnaca                                                               | Paesi Bassi                                                           | 2 – 1                                                                 | Italia                                                                | Cyprus Cup 2012 - 1º turno                                            | -                                                                     |                                                                       |
| 1-3-2012                                                              | Nicosia                                                               | Italia                                                                | 1 – 2                                                                 | Canada                                                                | Cyprus Cup 2012 - 1º turno                                            | -                                                                     |                                                                       |
| 4-3-2012                                                              | Larnaca                                                               | Italia                                                                | 2 – 1                                                                 | Scozia                                                                | Cyprus Cup 2012 - 1º turno                                            | 1                                                                     |                                                                       |
| 6-3-2012                                                              | Paralimni                                                             | Inghilterra                                                           | 1 – 3                                                                 | Italia                                                                | Cyprus Cup 2012 - finale 3º posto                                     | -                                                                     |                                                                       |
| 31-3-2012                                                             | Ferrara                                                               | Italia                                                                | 4 – 0                                                                 | Bosnia ed Erzegovina                                                  | Qual. Euro 2013                                                       | -                                                                     |                                                                       |
| 4-4-2012                                                              | Podol'sk                                                              | Russia                                                                | 0 – 2                                                                 | Italia                                                                | Qual. Euro 2013                                                       | -                                                                     |                                                                       |
| 4-3-2015                                                              | Nicosia                                                               | Corea del Sud                                                         | 1 – 2                                                                 | Italia                                                                | Cyprus Cup 2015 - 1º turno                                            | 1                                                                     |                                                                       |
| 6-3-2015                                                              | Larnaca                                                               | Italia                                                                | 3 – 2                                                                 | Scozia                                                                | Cyprus Cup 2015 - 1º turno                                            | -                                                                     |                                                                       |
| 9-3-2015                                                              | Nicosia                                                               | Italia                                                                | 0 – 1                                                                 | Canada                                                                | Cyprus Cup 2015 - 1º turno                                            | -                                                                     |                                                                       |
| 11-3-2015                                                             | Larnaca                                                               | Italia                                                                | 2 – 3                                                                 | Messico                                                               | Cyprus Cup 2015 - finale 3º posto                                     | 1                                                                     |                                                                       |
| 28-5-2015                                                             | Nagano                                                                | Giappone                                                              | 1 – 0                                                                 | Italia                                                                | Amichevole                                                            | -                                                                     |                                                                       |
| 18-9-2015                                                             | La Spezia                                                             | Italia                                                                | 6 – 1                                                                 | Georgia                                                               | Qual. Euro 2017                                                       | -                                                                     |                                                                       |
| 24-10-2015                                                            | Cesena                                                                | Italia                                                                | 0 – 3                                                                 | Svizzera                                                              | Qual. Euro 2017                                                       | -                                                                     |                                                                       |
| 27-10-2015                                                            | Chomutov                                                              | Rep. Ceca                                                             | 0 – 3                                                                 | Italia                                                                | Qual. Euro 2017                                                       | -                                                                     |                                                                       |
| 3-12-2015                                                             | Guiyang                                                               | Cina                                                                  | 1 – 1                                                                 | Italia                                                                | Amichevole                                                            | -                                                                     |                                                                       |
| 6-12-2015                                                             | Qujing                                                                | Cina                                                                  | 2 – 0                                                                 | Italia                                                                | Amichevole                                                            | -                                                                     |                                                                       |
| 2-3-2016                                                              | Dherynia                                                              | Ungheria                                                              | 0 – 2                                                                 | Italia                                                                | Cyprus Cup 2016 - 1º turno                                            | -                                                                     |                                                                       |
| 4-3-2016                                                              | Larnaca                                                               | Italia                                                                | 1 – 1                                                                 | Irlanda                                                               | Cyprus Cup 2016 - 1º turno                                            | -                                                                     |                                                                       |
| 7-3-2016                                                              | Larnaca                                                               | Italia                                                                | 0 – 0                                                                 | Austria                                                               | Cyprus Cup 2016 - 1º turno                                            | -                                                                     |                                                                       |
| 9-3-2016                                                              | Larnaca                                                               | Italia                                                                | 3 – 1                                                                 | Rep. Ceca                                                             | Cyprus Cup 2016 - finale 3º posto                                     | 1                                                                     |                                                                       |
| 9-4-2016                                                              | Bienne                                                                | Svizzera                                                              | 2 – 1                                                                 | Italia                                                                | Qual. Euro 2017                                                       | -                                                                     |                                                                       |
| 12-4-2016                                                             | Reggio Emilia                                                         | Italia                                                                | 3 – 1                                                                 | Irlanda del Nord                                                      | Qual. Euro 2017                                                       | -                                                                     |                                                                       |
| 7-6-2016                                                              | Gori                                                                  | Georgia                                                               | 0 – 7                                                                 | Italia                                                                | Qual. Euro 2017                                                       | -                                                                     |                                                                       |
| 16-9-2016                                                             | Lurgan                                                                | Irlanda del Nord                                                      | 0 – 3                                                                 | Italia                                                                | Qual. Euro 2017                                                       | -                                                                     |                                                                       |
| 20-9-2016                                                             | Vercelli                                                              | Italia                                                                | 3 – 1                                                                 | Rep. Ceca                                                             | Qual. Euro 2017                                                       | 1                                                                     |                                                                       |
| 7-12-2016                                                             | Manaus                                                                | Russia                                                                | 0 – 3                                                                 | Italia                                                                | Torneio Internacional 2016 - 1º turno                                 | -                                                                     |                                                                       |
| 14-12-2016                                                            | Manaus                                                                | Brasile                                                               | 3 – 1                                                                 | Italia                                                                | Torneio Internacional 2016 - 1º turno                                 | -                                                                     |                                                                       |
| 18-12-2016                                                            | Manaus                                                                | Brasile                                                               | 5 – 3                                                                 | Italia                                                                | Torneio Internacional 2016 - Finale                                   | -                                                                     |                                                                       |
| 7-4-2017                                                              | Stoke-on-Trent                                                        | Inghilterra                                                           | 1 – 1                                                                 | Italia                                                                | Amichevole                                                            | -                                                                     | 56’                                                                   |
| 17-7-2017                                                             | Rotterdam                                                             | Italia                                                                | 1 – 2                                                                 | Russia                                                                | Euro 2017 - Fase a gironi                                             | -                                                                     | 71’                                                                   |
| 21-7-2017                                                             | Tilburg                                                               | Germania                                                              | 2 – 1                                                                 | Italia                                                                | Euro 2017 - Fase a gironi                                             | -                                                                     |                                                                       |
| 25-7-2017                                                             | Doetinchem                                                            | Svezia                                                                | 2 – 3                                                                 | Italia                                                                | Euro 2017 - Fase a gironi                                             | -                                                                     |                                                                       |
| 15-9-2017                                                             | La Spezia                                                             | Italia                                                                | 5 – 0                                                                 | Moldavia                                                              | Qual. Mondiali 2019                                                   | -                                                                     |                                                                       |
| 19-9-2017                                                             | Cluj-Napoca                                                           | Romania                                                               | 0 – 1                                                                 | Italia                                                                | Qual. Mondiali 2019                                                   | -                                                                     |                                                                       |
| 28-11-2017                                                            | Estoril                                                               | Portogallo                                                            | 0 – 1                                                                 | Italia                                                                | Qual. Mondiali 2019                                                   | -                                                                     |                                                                       |
| 20-1-2018                                                             | Marsiglia                                                             | Francia                                                               | 1 – 1                                                                 | Italia                                                                | Amichevole                                                            | -                                                                     |                                                                       |
| 28-2-2018                                                             | Larnaca                                                               | Italia                                                                | 3 – 0                                                                 | Svizzera                                                              | Cyprus Cup 2018 - 1º turno                                            | -                                                                     |                                                                       |
| 2-3-2018                                                              | Larnaca                                                               | Italia                                                                | 3 – 0                                                                 | Galles                                                                | Cyprus Cup 2018 - 1º turno                                            | -                                                                     | 46’                                                                   |
| 7-3-2018                                                              | Larnaca                                                               | Spagna                                                                | 2 – 0                                                                 | Italia                                                                | Cyprus Cup 2018 - finale 1º/2º posto                                  | -                                                                     |                                                                       |
| 10-4-2018                                                             | Ferrara                                                               | Italia                                                                | 2 – 1                                                                 | Belgio                                                                | Qual. Mondiali 2019                                                   | -                                                                     |                                                                       |
| 8-6-2018                                                              | Firenze                                                               | Italia                                                                | 3 – 0                                                                 | Portogallo                                                            | Qual. Mondiali 2019                                                   | -                                                                     |                                                                       |
| 9-10-2018                                                             | Cremona                                                               | Italia                                                                | 1 – 0                                                                 | Svezia                                                                | Amichevole                                                            | -                                                                     |                                                                       |
| 10-11-2018                                                            | Osnabrück                                                             | Germania                                                              | 5 – 2                                                                 | Italia                                                                | Amichevole                                                            | -                                                                     |                                                                       |
| 18-1-2019                                                             | Empoli                                                                | Italia                                                                | 2 – 1                                                                 | Cile                                                                  | Amichevole                                                            | -                                                                     |                                                                       |
| 22-1-2019                                                             | Cesena                                                                | Italia                                                                | 2 – 0                                                                 | Galles                                                                | Amichevole                                                            | -                                                                     | 46’                                                                   |
| 27-2-2019                                                             | Larnaca                                                               | Messico                                                               | 0 – 5                                                                 | Italia                                                                | Cyprus Cup 2019 - 1º turno                                            | -                                                                     | 74’                                                                   |
| 1-3-2019                                                              | Larnaca                                                               | Ungheria                                                              | 0 – 3                                                                 | Italia                                                                | Cyprus Cup 2019 - 1º turno                                            | -                                                                     | 71’                                                                   |
| 6-3-2019                                                              | Larnaca                                                               | Corea del Nord                                                        | 3 – 3 dts (7 - 6 dtr)                                                 | Italia                                                                | Cyprus Cup 2019 - finale                                              | -                                                                     |                                                                       |
| 9-4-2019                                                              | Reggio Emilia                                                         | Italia                                                                | 2 – 1                                                                 | Irlanda                                                               | Amichevole                                                            | -                                                                     | 30’                                                                   |
| 29-5-2019                                                             | Ferrara                                                               | Italia                                                                | 3 – 1                                                                 | Svizzera                                                              | Amichevole                                                            | -                                                                     | 43’                                                                   |
| 9-6-2019                                                              | Valenciennes                                                          | Australia                                                             | 1 – 2                                                                 | Italia                                                                | Mondiali 2019 - Fase a gironi                                         | -                                                                     |                                                                       |
| 14-6-2019                                                             | Reims                                                                 | Giamaica                                                              | 0 – 5                                                                 | Italia                                                                | Mondiali 2019 - Fase a gironi                                         | -                                                                     | 57’                                                                   |
| 18-6-2019                                                             | Valenciennes                                                          | Italia                                                                | 0 – 1                                                                 | Brasile                                                               | Mondiali 2019 - Fase a gironi                                         | -                                                                     |                                                                       |
| 25-6-2019                                                             | Montpellier                                                           | Italia                                                                | 2 – 0                                                                 | Cina                                                                  | Mondiali 2019 - Ottavi di finale                                      | -                                                                     |                                                                       |
| 29-6-2019                                                             | Valenciennes                                                          | Italia                                                                | 0 – 2                                                                 | Paesi Bassi                                                           | Mondiali 2019 - Quarti di finale                                      | -                                                                     | 66’                                                                   |
| 29-8-2019                                                             | Ramat Gan                                                             | Israele                                                               | 2 – 3                                                                 | Italia                                                                | Qual. Euro 2022                                                       | -                                                                     |                                                                       |
| 3-9-2019                                                              | Tbilisi                                                               | Georgia                                                               | 0 – 1                                                                 | Italia                                                                | Qual. Euro 2022                                                       | -                                                                     | 89’                                                                   |
| 4-10-2019                                                             | Ta' Qali                                                              | Malta                                                                 | 0 – 2                                                                 | Italia                                                                | Qual. Euro 2022                                                       | -                                                                     | 84’                                                                   |
| 8-10-2019                                                             | Palermo                                                               | Italia                                                                | 2 – 0                                                                 | Bosnia ed Erzegovina                                                  | Qual. Euro 2022                                                       | -                                                                     |                                                                       |
| 8-11-2019                                                             | Benevento                                                             | Italia                                                                | 6 – 0                                                                 | Georgia                                                               | Qual. Euro 2022                                                       | 1                                                                     |                                                                       |
| 4-3-2020                                                              | Faro                                                                  | Portogallo                                                            | 1 – 2                                                                 | Italia                                                                | Algarve Cup 2020 - Prima fase                                         | -                                                                     | 90’                                                                   |
| 7-3-2020                                                              | Parchal                                                               | Nuova Zelanda                                                         | 0 – 3                                                                 | Italia                                                                | Algarve Cup 2020 - Seconda fase                                       | -                                                                     | 77’                                                                   |
| 22-10-2021                                                            | Castel di Sangro                                                      | Italia                                                                | 3 – 0                                                                 | Croazia                                                               | Qual. Mondiali 2023                                                   | -                                                                     | 46’                                                                   |
| 26-10-2021                                                            | Vilnius                                                               | Lituania                                                              | 0 – 5                                                                 | Italia                                                                | Qual. Mondiali 2023                                                   | -                                                                     | 54’                                                                   |
| 16-2-2022                                                             | Lagos                                                                 | Danimarca                                                             | 0 – 1                                                                 | Italia                                                                | Algarve Cup 2022 - 1º turno                                           | -                                                                     | 62’                                                                   |
| Totale                                                                |                                                                       | Presenze                                                              | 85                                                                    |                                                                       | Reti                                                                  | 6                                                                     |                                                                       |

#### Under-19
| Cronologia completa delle presenze e delle reti in nazionale ― Italia under 19 | Cronologia completa delle presenze e delle reti in nazionale ― Italia under 19 | Cronologia completa delle presenze e delle reti in nazionale ― Italia under 19 | Cronologia completa delle presenze e delle reti in nazionale ― Italia under 19 | Cronologia completa delle presenze e delle reti in nazionale ― Italia under 19 | Cronologia completa delle presenze e delle reti in nazionale ― Italia under 19 | Cronologia completa delle presenze e delle reti in nazionale ― Italia under 19 | Cronologia completa delle presenze e delle reti in nazionale ― Italia under 19 |
| Data                                                                           | Città                                                                          | In casa                                                                        | Risultato                                                                      | Ospiti                                                                         | Competizione                                                                   | Reti                                                                           | Note                                                                           |
| ------------------------------------------------------------------------------ | ------------------------------------------------------------------------------ | ------------------------------------------------------------------------------ | ------------------------------------------------------------------------------ | ------------------------------------------------------------------------------ | ------------------------------------------------------------------------------ | ------------------------------------------------------------------------------ | ------------------------------------------------------------------------------ |
| 20-4-2004                                                                      | Riva del Garda                                                                 | Svizzera under 19                                                              | 1 – 4                                                                          | Italia under 19                                                                | Qual. Europeo under 19 2004                                                    | -                                                                              |                                                                                |
| 22-4-2004                                                                      | Villa Lagarina                                                                 | Svezia under 19                                                                | 1 – 0                                                                          | Italia under 19                                                                | Qual. Europeo under 19 2004                                                    | -                                                                              |                                                                                |
| 24-4-2004                                                                      | Arco                                                                           | Italia under 19                                                                | 3 – 2                                                                          | Serbia e Montenegro under 19                                                   | Qual. Europeo under 19 2004                                                    | 1                                                                              |                                                                                |
| 28-7-2004                                                                      | Loviisa                                                                        | Italia under 19                                                                | 5 – 1                                                                          | Russia under 19                                                                | Europeo under 19 2004 - 1º turno                                               | -                                                                              |                                                                                |
| 30-7-2004                                                                      | Hämeenlinna                                                                    | Norvegia under 19                                                              | 0 – 0                                                                          | Italia under 19                                                                | Europeo under 19 2004 - 1º turno                                               | -                                                                              |                                                                                |
| 2-8-2004                                                                       | Hyvinkää                                                                       | Francia under 19                                                               | 3 – 2                                                                          | Italia under 19                                                                | Europeo under 19 2004 - 1º turno                                               | -                                                                              |                                                                                |
| 5-8-2004                                                                       | Hämeenlinna                                                                    | Italia under 19                                                                | 0 – 1                                                                          | Spagna under 19                                                                | Europeo under 19 2004 - Semifinali                                             | -                                                                              |                                                                                |
| 26-4-2004                                                                      | Pordenone                                                                      | Norvegia under 19                                                              | 3 – 1                                                                          | Italia under 19                                                                | Qual. Europeo under 19 2005                                                    | -                                                                              |                                                                                |
| 28-4-2004                                                                      | Azzano Decimo                                                                  | Italia under 19                                                                | 2 – 1                                                                          | Inghilterra under 19                                                           | Qual. Europeo under 19 2005                                                    | -                                                                              |                                                                                |
| 10-11-2004                                                                     | Chiang Mai                                                                     | Italia under 19                                                                | 1 – 2                                                                          | Brasile under 19                                                               | Mondiali under 19 2004 - 1º turno                                              | -                                                                              |                                                                                |
| 13-11-2004                                                                     | Chiang Mai                                                                     | Cina under 19                                                                  | 2 – 1                                                                          | Italia under 19                                                                | Mondiali under 19 2004 - 1º turno                                              | -                                                                              |                                                                                |
| 16-11-2004                                                                     | Chiang Mai                                                                     | Italia under 19                                                                | 1 – 1                                                                          | Nigeria under 19                                                               | Mondiali under 19 2004 - 1º turno                                              | -                                                                              |                                                                                |
| 27-9-2005                                                                      | Kfar Saba                                                                      | Italia under 19                                                                | 15 – 0                                                                         | Armenia under 19                                                               | Qual. Europeo under 19 2006                                                    | 1                                                                              |                                                                                |
| 29-9-2005                                                                      | Herzliya                                                                       | Austria under 19                                                               | 0 – 3                                                                          | Italia under 19                                                                | Qual. Europeo under 19 2006                                                    | 1                                                                              |                                                                                |
| 1-10-2005                                                                      | Herzliya                                                                       | Italia under 19                                                                | 1 – 0                                                                          | Israele under 19                                                               | Qual. Europeo under 19 2006                                                    | -                                                                              |                                                                                |
| 25-4-2006                                                                      | Nemšová                                                                        | Italia under 19                                                                | 3 – 0                                                                          | Slovacchia under 19                                                            | Qual. Europeo under 19 2006                                                    | 1                                                                              |                                                                                |
| 27-4-2006                                                                      | Púchov                                                                         | Italia under 19                                                                | 2 – 0                                                                          | Ungheria under 19                                                              | Qual. Europeo under 19 2006                                                    | -                                                                              |                                                                                |
| 29-4-2006                                                                      | Trenčianske Stankovce                                                          | Paesi Bassi under 19                                                           | 1 – 0                                                                          | Italia under 19                                                                | Qual. Europeo under 19 2006                                                    | -                                                                              |                                                                                |
| Totale                                                                         |                                                                                | Presenze                                                                       | 18                                                                             |                                                                                | Reti                                                                           | 4                                                                              |                                                                                |

## Palmarès

### Club
- Supercoppa italiana: 1

Fiorentina: 2018
- Campionato italiano: 1

Fiorentina: 2016-2017
- Coppa Italia: 2

Fiorentina: 2016-2017, 2017-2018
- Supercoppa spagnola: 1

Atlético Madrid: 2021
- Campionato italiano di Serie A2: 2

Firenze: 2005-2006, 2009-2010
- Campionato italiano di Serie B: 1

Firenze: 2002-2003
- Evergreen Cup

Pali Blues: 2013

### Individuale
- Capocannoniere della Serie A2: 2

Firenze: 2008-2009 (27 reti), 2009-2010 (16 reti)
- Gran Galà del calcio AIC: 4

Calciatrice dell'anno: 2017, 2018
Squadra dell'anno: 2019, 2020